# Kamienica II Łódzkiego Towarzystwa Pożyczkowo-Oszczędnościowego
Kamienica II Łódzkiego Towarzystwa Pożyczkowo-Oszczędnościowego – kamienica znajdująca się przy ulicy Andrzeja Struga 3 w Łodzi, powstała w 1911 r. wg projektu Ludwika Panczakiewicza.

## Historia
Rozpoczęcie budowy kamienicy miało miejsce w 1908 r. wg projektu Piotra Brukalskiego. Budowę realizowała firma „Martens i Daab”. Niedokładna i pospieszna budowa przyczyniła się do katastrofy budowlanej – budynek zawalił się 15 stycznia 1910 r. W oparciu o ruiny postanowiono wykonać budynek wg projektu innego architekta – Ludwika Panczakiewicza. Udało się tego dokonać w 1911 r. Inicjatorem budowy był II oddział Łódzkiego Towarzystwa Pożyczkowo-Oszczędnościowego, następnie obiekt przejęła Komunalna Kasa Oszczędnościowa miasta Łodzi. Do 1915 r. w budynku znajdowała się siedziba warszawskiego Towarzystwa Ubezpieczeniowego, które w 1930 r. stało się bankiem spółdzielczym, a w 1934 r. Komunalną Kasą Oszczędnościową, która była do 1939 r. właścicielem budynku. Następnie budynek przejęli niemieccy okupanci. Przed 1939 r. w budynku znajdował się sklep z artykułami piśmienniczymi państwa Bogusławskich, klub Myśliwski, gabinet lekarski Antoniego Tomaszewskiego (udziałowca Łódzkiej Kolei Elektrycznej, radnego Rady Miasta Łodzi oraz prezesa Naczelnej Izby Lekarskiej Łódzkiej), sklep z konfekcją męską oraz w latach 1936–1939 Liga Morska, Rzeczna i Kolonialna. W okresie międzywojennym w budynku mieszkali m.in.: łódzki adwokat – Stefan Cygański – współzałożyciel Rotary Club Łódź, oraz łódzki lekarz i radny – Antoni Tomaszewski. Od 23 sierpnia 1982 do 30 grudnia 2017 r. w kamienicy działała Antykwariat-księgarnia Nike prowadzona przez Janusza Karola Barańskiego. W 2014 r. wykonano remont kamienicy.

## Architektura
Architektura budynku została utrzymana w stylistyce barokowej – obiekt jest przykładem neobaroku. Ma bogate detale architektoniczne w postaci aniołków, kartuszy z informacjami nt. architekta i właścicieli budynku, zdobienia florystyczne w postaci liści i owoców dębu. Kamienica ma 5 kondygnacji oraz 2 bramy. Ma półmansardowy dach. Elewacja frontowa ma podziały architektoniczne poziome, m.in. gzyms kordonowy na wysokości 2 kondygnacji, a także pionowe – lizeny oraz okna pomiędzy nimi, a także wykusze nadwieszone nad bramami, biegnące od trzeciej do piątej kondygnacji. Środkowa część fasady jest domknięta od góry półowalnym łukiem. Nad bramami umieszczono rollwerkowe kartusze z inskrypcjami, w lewym znajduje się napis: ANNO Dm MCMXI – data zakończenia budowy – 1911, a w prawym VIRTIBUS UNITIS (pol. Wspólnymi siłami), taki sam napis widnieje na innym łódzkim budynku – gmachu Towarzystwa Kredytowego Miejskiego. Ponadto w prawej części fasady widnieje napis PROIECTUM FECIT L. PANCZAKIEWICZ ARCHITECKUS VARSOVIAE stanowiący sygnaturę autora projektu kamienicy. Innymi dekoracyjnymi elementami kamienicy są półkolumny na pierwszej kondygnacji, inspirowane kolumnami egipskimi, które wspierają wykusze. Pierwsze dwie kondygnacje mają boniowanie kostkowe, a wyższe mają gładki tynk. Okna zostały oprawione archiwoltami ze zdobieniami z liści i kwiatów. Na najwyższej kondygnacji, centralnie usytuowano wole oko dekorowane liśćmi dębu i wstęgą. Lukarny mają pionowe, eliptyczne okna zdobione głowami kobiecymi na tle muszli zakończonych wolutami. Fasada od strony podwórza nie ma tak bogatych zdobień.

### Wnętrze
We wnętrzu budynku znajduje się trójbiegowa klatka schodowa z metalową balustradą, mającą kute liście. Schody wykonano z marmuru, spoczniki zaś z terakoty. Boczne klatki wykonano z betonu. Budynek był jednym z pierwszych w Łodzi zaopatrzonych w windę, która w oryginalnym kształcie nie zachowała się z powodu wymiany w latach 70. XX w. Po 1945 r. przebudowano wnętrze kamienicy, zmieniając układ pomieszczeń wyższych kondygnacji. Duże mieszkania podzielono ścianami działowymi, zwiększając tym samym liczbę mieszkań. Ponadto usunięto znaczną część dekoracji oraz secesyjne piece (z wyjątkiem 1 pieca na trzecim piętrze). W sieni zachował się napis Salve (pol. Witaj).